# Club Atlético Estudiantil Porteño
El Club Atlético Estudiantil Porteño és un club de futbol argentí de la ciutat de Ramos Mejía. La institució també té seccions de patinatge artístic sobre patins, basquetbol, futbol sala, gimnàstica, handbol, karate, hoquei sobre patins, natació, tennis i voleibol.

## Història

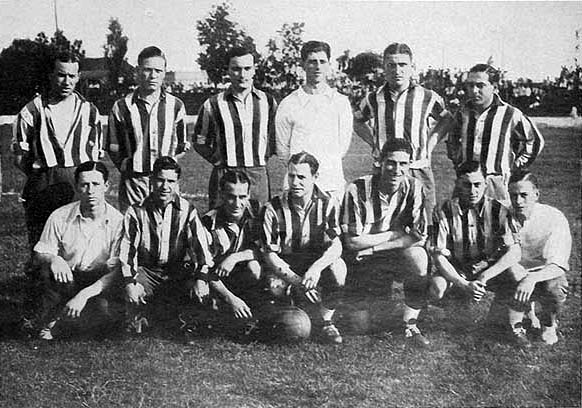
Estudiantil Porteño el 1931.

El club va ser fundat el 6 de setembre de 1902 per estudiants del Colegio Nacional de Oeste. Debutà a la primera divisió argentina el 1913. Quan l'any 1931 el futbol esdevingué professional, amb la creació de la dissident Liga Argentina de Football, Estudiantil Porteño romangué a la federació oficial amateur i guanyà dos campionats, el 1931 i el 1934. Amb la reunificació de les federacions, passà a jugar a Primera B Metropolitana, on jugà 4 temporades, abans de desafiliar-se a final de 1938.

## Palmarès
- Campionat argentí de futbol
  - 1931, 1934